# 孝公 (燕)
孝公（こうこう、生年不詳 - 紀元前455年）は、春秋時代の燕の君主。簡公の後を受けて燕国の君主となった。在位38年。